# Silla (kommun)
Silla är en kommun i Spanien.   Den ligger i provinsen Província de València och regionen Valencia, i den östra delen av landet, 300 km öster om huvudstaden Madrid. Antalet invånare är 19 058. Arean är 25,0 kvadratkilometer. Silla gränsar till Valencia, Albal, Alcàsser, Almussafes, Beniparrell, Picassent och Sollana. 
Terrängen i Silla är platt.